# گسل کششی

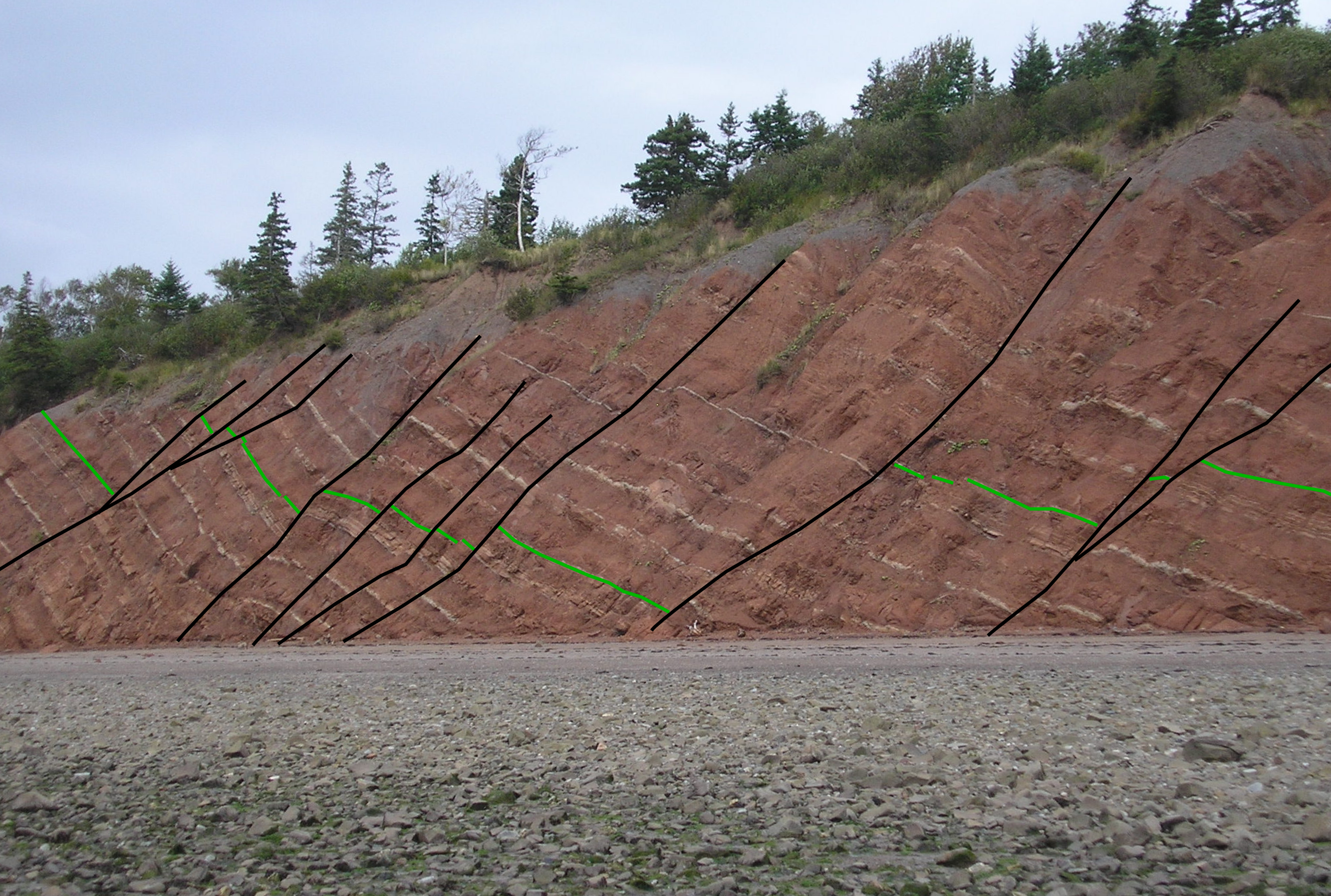
گروهی از گسل‌های کششی که سنگ‌های تریاس تا ژوراسیک پیشین در نوا اسکوشیا را بریده‌اند. گسل‌ها با رنگ مشکی و بستر نشانگر با رنگ سبز مشخص شده‌اند.

گسل کششی نوعی گسل است که بر اثر کشیدگی پوسته زمین به‌وجود می‌آید. فرایند کشیدگی باعث کاهش ضخامت بخش‌هایی از پوسته یا سنگ‌کره و گسترش افقی آن می‌شود. در بیشتر موارد، گسل کششی نوعی گسل عادی نیز است اما ممکن است باعث ایجاد امتداد و شیب سطحی‌تر و به‌ویژه همراه با یک راندگی شود.
گسل‌های کششی عموماً به شکل صفحه‌ای و تخت هستند. اگر میدان تنش با بیشینه تنش عمود بر سطح زمین جهت‌دار و چرخیده شود، گسل‌های کششی در امتداد و شیب اولیه و هم‌راستا با لایه‌ها و با زاویه‌ای در حدود ۶۰ درجه نسبت به سطح افقی تشکیل می‌شوند.